# Oberonia rhodostachys
Oberonia rhodostachys är en orkidéart som beskrevs av Rudolf Schlechter. Oberonia rhodostachys ingår i släktet Oberonia och familjen orkidéer. Inga underarter finns listade i Catalogue of Life.